# Cubjac
Cubjac är en kommun i departementet Dordogne i regionen Nouvelle-Aquitaine i sydvästra Frankrike. Kommunen ligger i kantonen Savignac-les-Églises som tillhör arrondissementet Périgueux. År 2018 hade Cubjac 722 invånare.

## Befolkningsutveckling
Antalet invånare i kommunen Cubjac
Referens:INSEE